# Dave Days
Dave Days, de son vrai nom David Joseph Colditz, né le 13 août 1991 aux États-Unis, est un auteur-compositeur-interprète américain. Il diffuse ses premiers clips sur Youtube à partir de 2006, il dédie même une chanson à ce site et à sa recherche de notoriété par ce média : My YouTube Song!
Il a participé en tant que guest à plusieurs séries comme iCarly ou Sketches à gogo !
Il sort en 2012 son deuxième EP We're Just Kids.

## Discographie

### Album
- 2009 : The Dave Days Show
- 2009 : Get Out Of My Head Miley
- 2010 : Dinner And A Movie
- 2012 : We're Just Kids

### Singles
- 2009 : Out of the Box
- 2009 : Get Out of My Head Miley
- 2010 : My Last Song For Miley
- 2010 : Olive You
- 2010 : What Does it Take
- 2011 : You've Been On My Mind
- 2012 : Summertime
- 2013 : You
- 2013 : Boy You'll Forget

## Télévision
- 2011 : Sketches à gogo !, Disney Channel

## Clips Vidéos
(juillet 2012).
(Ces clips vidéos sont classés du plus ancien au plus récent.)
- Miley I can't wait to see You (reprise de la chanson See You Again)
- 7 Things (reprise de la chanson du même nom)
- Burnin' Up Miley (reprise d'une chanson des Jonas Brothers, Burnin' Up)
- If I Were a Girl (reprise de la chanson de Beyonce)
- Love Story (reprise de la chanson de Taylor Swift)
- Get Out of My Head Miley (reprise de la chanson Party in the USA de Miley Cyrus)
- Down (reprise de la chanson de Jay Sean)
- Fireflies Ikea (parodie de Fireflies, chanson du groupe Owl City)
- I'm just a baby (parodie de Baby, chanson du chanteur canadien Justin Bieber).
- My Last Song For Miley (avec la participation de Miley Cyrus)
- Olive You (avec la participation de Kimmi Smiles, une blogueuse australienne)
- Turn Off the Lights
- Imagine (reprise de la chanson de John Lennon, avec la participation de plusieurs blogueurs-chanteurs d'internet)
- Bed Intruder Song, Double Rainbow, Sunny D, Backin Up (reprise de différentes chansons)
- What Does it Take
- Rocketeer (reprise de la chanson de Far East Movement)
- I Just Held Hands (reprise de la chanson de Lonely Island)
- Your Melody (avec la participation de Jake Broido)
- Who Says (reprise de la chanson de Selena Gomez)
- You've Been on my Mind
- Last Friday Night (reprise de Last Friday Night de Katy Perry)
- Next to You (reprise de la chanson du même nom interprétée par Chris Brown et Justin Bieber, avec la participation de Megan Nicole)
- Never Gonna Stop
- We Found Love (reprise de Rihanna)
- Deck the Hells
- Snapback Santa Hat
- First Kiss
- We're Just Kids
- Call Me Maybe (reprise de Carly Rae Jepsen)
- Hot Problems (reprise)
- What Makes You Beautiful (reprise de One Direction)
- Dammit (reprise de blink 182)
- Payphone (reprise de Maroon 5)
- Boyfriend (parodie de la chanson de Justin Bieber)
- Somebody that I Used To Know (reprise de Gotye)
- Stay (reprise de Rihanna  avec la participation de Rebecca Black